# The Deserted Isle
The Deserted Isle – tomik brytyjsko-amerykańskiej poetki Margaret Agnew Blennerhassett, wydany w Montrealu w 1822. Po dwóch latach poetka wydała drugi zbiór, zatytułowany The Widow of the Rock, and Other Poems. Poemat The Desert Isle (albo The Deserted Isle) został zauważony w czasopiśmie The Family Magazine; Or, Monthly Abstract of General Knowledge. Utwór ten został napisany siedmiowersową strofą królewską (rhyme royal, stosowaną w poezji angielskiej od czasów Geoffreya Chaucera (XIV wiek)). Dzieła Margaret Agnew Blennerhassett są uważane za pierwsze utwory literatury obecnego stanu West Virginia. 
Freedom no more - wild Anarchy restrains,
With jarring interests the levelling throng,
Busy Ambition every effort strains,
The fangs of tyranny to plant among
The very mob by whom his curse is rung.
Spare - spare me from that phantom of equality
That equals men in knavery and brutality!